# Социальное конструирование реальности
Социальное конструирование реальности. Трактат по социологии знания (англ. The Social Construction of Reality: A Treatise in the Sociology of Knowledge) — книга Питера Л. Бергера и Томаса Лукмана о социологии знания. Впервые изданная в 1966 году, она оказала влияние на создание теории социального конструкционизма.

Томас Лукман

Бергер и Лукман ввели термин «социальная конструкция» в социальные науки, вдохновившись работами Альфреда Шюца. 

Питер Людвиг Бергер

Их центральная концепция заключается в том, что люди и группы, взаимодействующие в социальной системе, со временем создают систему взглядов или ментальных представления о действиях друг друга, и что эти группы в конечном итоге привыкают к взаимным ролям, которые играют действующие лица по отношению друг к другу.
Когда эти роли внедряются другим членам общества для участия и исполнения, считается, что связи и взаимодействия институционализируются. Знания, представления и убеждения людей о том, какова реальность, включаются в институциональную структуру общества. Поэтому говорят, что реальность социально сконструирована.
В 1998 году Международная социологическая ассоциация поставила «Социальное конструирование реальности» на пятое по значимости место среди социологических книг XX века.

## Об авторах
Питер Людвиг Бергер (1929—2017) родился в Вене в 1929 году. Окончил Вагнер колледж и Новую школу в Нью-Йорке. Был профессором Бостонского университета, затем руководил созданным им Институтом исследования экономической культуры. Лютеранский теолог и социолог.
Томас Лукман (1927—2016) родился в Еснице (Словения). Учился в университетах Вены и Инсбрука. С 1951 по 1953 год учился в Новой школе социальных исследований в Нью-Йорке. В 1965 году вернулся в Европу по приглашению Франкфуртского университета, где возглавил отделение социологии. В 1970 году перешёл в Констанцский университет, где занимал пост профессора социологии до своей отставки в 1994 году. Его деятельность затрагивала широкий круг проблем, относящихся к социологии и философии знания, религии, языка и общения.

## Основные понятия

### Социальный запас знаний
Более ранние теории (например, Макса Шелера, Карла Мангейма, Вернера Старка, Карла Маркса и Макса Вебера) часто уделяли слишком много внимания научным и теоретическим знаниям, но это лишь небольшая часть социальных знаний, касающихся очень ограниченной группы.
Обычаи, институты, общие процедуры, привычки, кто есть кто и кто что делает в социальных процессах и разделении труда, составляют гораздо большую часть знаний в обществе.
«….Теоретические знания — это лишь малая и отнюдь не самая важная часть того, что в обществе принято считать знаниями… первичные знания об институциональном порядке — это знания… является ли общая сумма „того, что все знают“ о социальном мире, совокупностью максим, морали, пресловутых крупиц мудрости, ценностей и убеждений, мифов и так далее»(стр. 65)

### Семантические поля
Общий объём знаний распределён в обществе и классифицируется по семантическим полям. Динамическое распределение и взаимозависимости этих секторов знаний обеспечивают структуру социального запаса знаний:
«Социальный запас знаний дифференцирует реальность по степени знакомства… Мои знания о моей профессии и её мире очень обширны и специфичны, в то время как у меня есть лишь очень отрывочные знания о профессиональных мирах других людей» (стр. 43). «Таким образом, социальное распределение знаний начинается с простого факта, что я не знаю всего, что известно моим ближним, и наоборот, и завершается чрезвычайно сложными и эзотерическими системами знаний. Знание того, как распределяется социально доступный запас знаний, по крайней мере в общих чертах, является важным элементом того же самого запаса знаний». (стр.46).

### Язык и знаки
Язык также играет важную роль в анализе интеграции повседневной реальности. Язык связывает обыденное знание с конечными областями значений, что позволяет людям, например, интерпретировать сны через понимание актуального в дневное время. «Язык способен полностью превзойти реальность повседневной жизни. Он может относиться к опыту, относящемуся к конечным областям значения (смысла, понятия), он может охватывать отдельные сферы реальности… Язык проникает в области, которые не только де-факто, но и априори недоступны для повседневного опыта». Как признаётся во введении, в том, что касается исследования функции языка и знаков, Бергер и Лукман обязаны Джорджу Герберту Миду и другим учёным, работающим в области, известной как символический интеракционизм. Знаки и язык обеспечивают взаимодействие для построения повседневной реальности:
«Знак [имеет] явное намерение служить указателем субъективных значений … Язык способен стать объективным хранилищем огромных накоплений смысла и опыта, которые он затем может сохранить во времени и передать следующим поколениям … Язык также олицетворяет опыт, что позволяет мне отнести их к широким категориям, в терминах которых они имеют значение не только для меня, но и для моих собратьев» (стр. 35-39).

### Социальная повседневная реальность
Социальная повседневная реальность характеризуется интерсубъективностью (которая в данном контексте относится к сосуществованию множества реальностей) (стр. 23-25):
«По сравнению с реальностью повседневной жизни, другие реальности кажутся ограниченными областями смысла, анклавами внутри высшей реальности, отмеченными ограниченными значениями и способами переживания» (стр. 25).
Это контрастирует с другими реальностями, такими как сны, теоретические построения, религиозные или мистические убеждения, художественные и воображаемые миры и т. д. Хотя люди могут посещать другие реальности (например, смотреть фильм), они всегда возвращаются в повседневную реальность (как только фильм закончится) (с. 25).
У людей есть способность размышлять об этих реалиях, включая их собственную социальную повседневную реальность. Этот тип отражения часто называют рефлексивностью. Но, что очень важно, даже рефлексивность должна опираться на какой-то «исходный материал» или уходить корнями в интерсубъективность.

## Общество как объективная реальность

### Институционализация
Институционализация социальных процессов является результатом привычки и обычаев, полученных в результате взаимного наблюдения с последующим взаимным соглашением о «способах ведения дел». Это уменьшает чувства неуверенности и опасности и позволяет нашему ограниченному объёму внимания сосредоточиться на большем количестве вещей одновременно, в то время как институционализированный распорядок будет формироваться так, «как было согласовано ранее»:
«Привыкание несёт с собой важную психологическую выгоду, заключающуюся в том, что возможности выбора сужаются … фон привычной деятельности открывает передний план для размышлений и инноваций [которые требуют более высокого уровня внимания] … Наиболее важным преимуществом является то, что каждый [член общества] будет уметь предугадывать действия другого. При этом взаимодействие обоих становится предсказуемым … Многие действия возможны при низком уровне внимания. Каждое действие одного больше не является источником удивления и потенциальной опасности для другого» (стр. 53-57).

### Социальные объективные миры
Социальные (или институциональные) объективные миры являются одним из следствий институционализации и формируются, когда эти институты передаются новому поколению. Это создаёт реальность, уязвимую для идей меньшинства, которые затем лягут в основу социальных ожиданий в будущем. Основная аргументация полностью транспарентна (понятна) учредителям, поскольку они могут реконструировать обстоятельства, при которых были заключены соглашения; в то время как второе поколение наследует это как нечто «данное», «неизменное» и «самоочевидное», и они могут не понимать лежащую в основе их создания логику.

### Разделение труда
Разделение труда — ещё одно следствие институционализации. Учреждения назначают «роли», которые должны исполняться различными участниками посредством типизации таких представлений, как «роль отца», роль учителя", «роль охотника», «роль повара» и т. д. По мере увеличения и усложнения их специализации, появляется все больше и больше разделов знаний, специфичных для определённых ролей или задач, разделов, которые становятся все более и более закрытыми для неспециалистов. Эти области знаний больше не принадлежат «общему» социальному миру и культуре.

### Символические универсумы
Символические универсумы необходимы, чтобы придать легитимность созданной институциональной структуре. Символические универсумы — это набор убеждений, которые «все знают», и которые направлены на то, чтобы сделать институциональную структуру правдоподобной и приемлемой для человека, иначе он мог бы не понять или не согласиться с её основной логикой. Как идеологическая система, символический универсум «расставляет все на свои места», объясняя, почему мы делаем то, что мы делаем. Пословицы, моральные максимы, мудрые изречения, мифология, религия, богословские мысли, метафизические традиции и другие системы ценностей являются частью символического универсума. Все это является (более или менее изощрёнными) способами узаконить существующие институты.

### Поддержание универсумов
Поддержание универсумов сводится к определённым процедурам, зачастую предпринимаемым элитой, когда символический универсум больше не выполняет свою задачу, и оно заключается в легитимации (узаконивании) существующей институциональной структуры. Это происходит, например, при смене поколений, или когда девианты создают внутреннее движение против установленных институтов (например, революции), или когда общество сталкивается с другим обществом с совершенно другой историей и другими институциональными структурами. В первобытных обществах это происходило через мифологические системы, а затем через религию. Сегодня наука вместо религии взяла на себя роль поддержания универсумов.

## Общество как субъективная реальность

### Социализация
Социализация — это двухступенчатое побуждение индивида к участию в социальной институциональной структуре, то есть в её объективной реальности.
«Индивид… не рождается членом общества. Он… становится членом общества. В жизни каждого индивидуума… существует временная последовательность, в ходе которой он вовлекается в социальную диалектику» (стр. 149) "Под "успешной социализацией «мы подразумеваем установление высокой степени симметрии между объективной и субъективной реальностью» (с. 163)
Первичная социализация происходит в детстве. Она очень эмоционально заряжена и не подлежит сомнению. Вторичная социализация включает в себя приобретение ролевых знаний, тем самым определяя своё место в общественном разделении труда. Этому учат с помощью тренировок и специальных ритуалов, и она не является эмоционально заряженной: «нужно любить свою мать, но не своего учителя». Подготовка к вторичной социализации может быть очень сложной и зависит от сложности разделения труда в обществе. Первичная социализация гораздо менее гибкая, чем вторичная социализация. Например, стыд за наготу возникает из-за первичной социализации, но адекватный дресс-код зависит от вторичной: Относительно незначительного сдвига в субъективном определении реальности было бы достаточно, чтобы человек принял как должное, что он может ходить в офис без галстука. Понадобится гораздо более радикальный сдвиг, чтобы заставить его пойти вообще без одежды.

### Беседа
Беседа или вербальное общение направлено на поддержание субъективной реальности. То, что кажется бесполезным и ненужным сообщением банальностей, на самом деле является постоянным взаимным подтверждением внутренних мыслей друг друга и призвано поддерживать субъективную реальность.

### Идентификация
Идентификация личности является предметом борьбы за принадлежность индивида к зачастую противоположным реальностям. Например, реальность первичной социализации (мать говорит ребёнку не воровать) может отличаться от реальности вторичной (члены банды учат подростка, что воровство — это круто). Наше окончательное социальное положение в институциональной структуре общества в конечном итоге также влияет на наше тело и организм.

## Отзывы
Философ Гельмут Р. Вагнер считал книгу «превосходной и хорошо написанной». В 1998 году Международная социологическая ассоциация включила её в список пяти наиболее важных книг XX века по социологии, после книги «Протестантская этика и дух капитализма» Макса Вебера (1905), но перед книгой «Различение: социальная критика суждения» Пьера Бурдьё (1979).

## Влияние
На книгу ссылаются представители самых разных областей, включая право, социальную медицину, философию, политологию, экономику, менеджмент и гендерные исследования. Книга оказала влияние на создание научной области социального конструкционизма, в которой позже появилось множество подотраслей, хотя концепция конструкционизма вошла в социологию ещё до публикации «Социальное конструирование реальности» (СКР- SCR). Пиаже использовал этот термин в своей книге 1950 года «La construction du réel chez l’enfant».  Исследователи социального конструкционизма провели параллели между социальным конструкционизмом и различными формами постструктурализма и постмодернизма, делающие эти теории синонимичными идеям, представленным в СКР- SCR, хотя в этих книгах не упоминается СКР напрямую.  Однако термин «социальный конструкционизм» используется довольно широко; в некоторых случаях даже не имея отношения к теории, изложенной в СКР-SCR.

## Издания
- Berger, P. L. and T. Luckmann (1966), The Social Construction of Reality: A Treatise in the Sociology of Knowledge, Garden City, NY: Anchor Books. ISBN 0-385-05898-5; ISBN 0140135480 (h.);ISBN 0713900199 (ib.);ISBN 9780140135480 (h.)